# 高寺山 (小坂町)
高寺山（たかでらやま）は、秋田県鹿角郡小坂町上向字鳥越にある標高333mの山である。

## 概要
見る方向によっては円錐の形をしている。
山麓に高寺山神社、頂上には同神社奥宮がある。同神社の祭神は木花咲耶姫命である。